# Паганико (Гросето)
Паганико (итал. Paganico) је насеље у Италији у округу Гросето, региону Тоскана.
Према процени из 2011. у насељу је живело 961 становника. Насеље се налази на надморској висини од 64 м.